# Nassarius cerritensis
Nassarius cerritensis is een slakkensoort uit de familie van de Nassariidae. De wetenschappelijke naam van de soort is voor het eerst geldig gepubliceerd in 1903 door Arnold.